# Dalton Pepper
Dalton Jack Pepper (Levittown, 24 maggio 1990) è un cestista statunitense con cittadinanza italiana, professionista in Europa.

## Carriera
Trascorre gli anni del college equamente divisi tra la West Virginia University e la Temple University, registrando nell'anno da senior 17,45 punti e 5,13 rimbalzi di media in 31 partite.
Comincia la carriera professionistica firmando il 31 luglio 2014 con il Dąbrowa Górnicza nel massimo campionato polacco.
Nell'estate del 2015 firma per l'N.P.C. Rieti, in Serie A2 italiana, dove rimane per le successive due stagioni, con una piccola parentesi nel maggio 2016, quando si trasferisce in prestito alla Virtus Roma, per giocare i playout.
Terminata la sua esperienza italiana con una media di 16,3 punti e di 5,5 rimbalzi nell'ultima stagione, approda in Bulgaria, firmando il 29 luglio 2017 per l'Akademik Sofia. Dopo 10 partite a 8,8 punti di media in campionato e 6 a 12,2 in FIBA Europe Cup, il 5 gennaio, si libera dal contratto con i bulgari e approda a Cipro, dove firma con il G.S.S. Keravnos Nicosia fino al termine della stagione.
Dal 26 luglio 2018 torna in Italia, dove firma con la Virtus Cassino, neo promossa in A2. Il 28 febbraio, dopo aver viaggiato con medie di 18,3 punti a partita, lascia la squadra ultima in classifica e si trasferisce alla Junior Casale dove sostituisce il partente Brad Tinsley.
Nella stagione 2019-20 è ancora in A2, in una squadra laziale, trasferendosi a Latina.
Nella stagione 2022-23 firma con la neopromossa UEB Cividale, sempre in A2.